# Położna (skała)

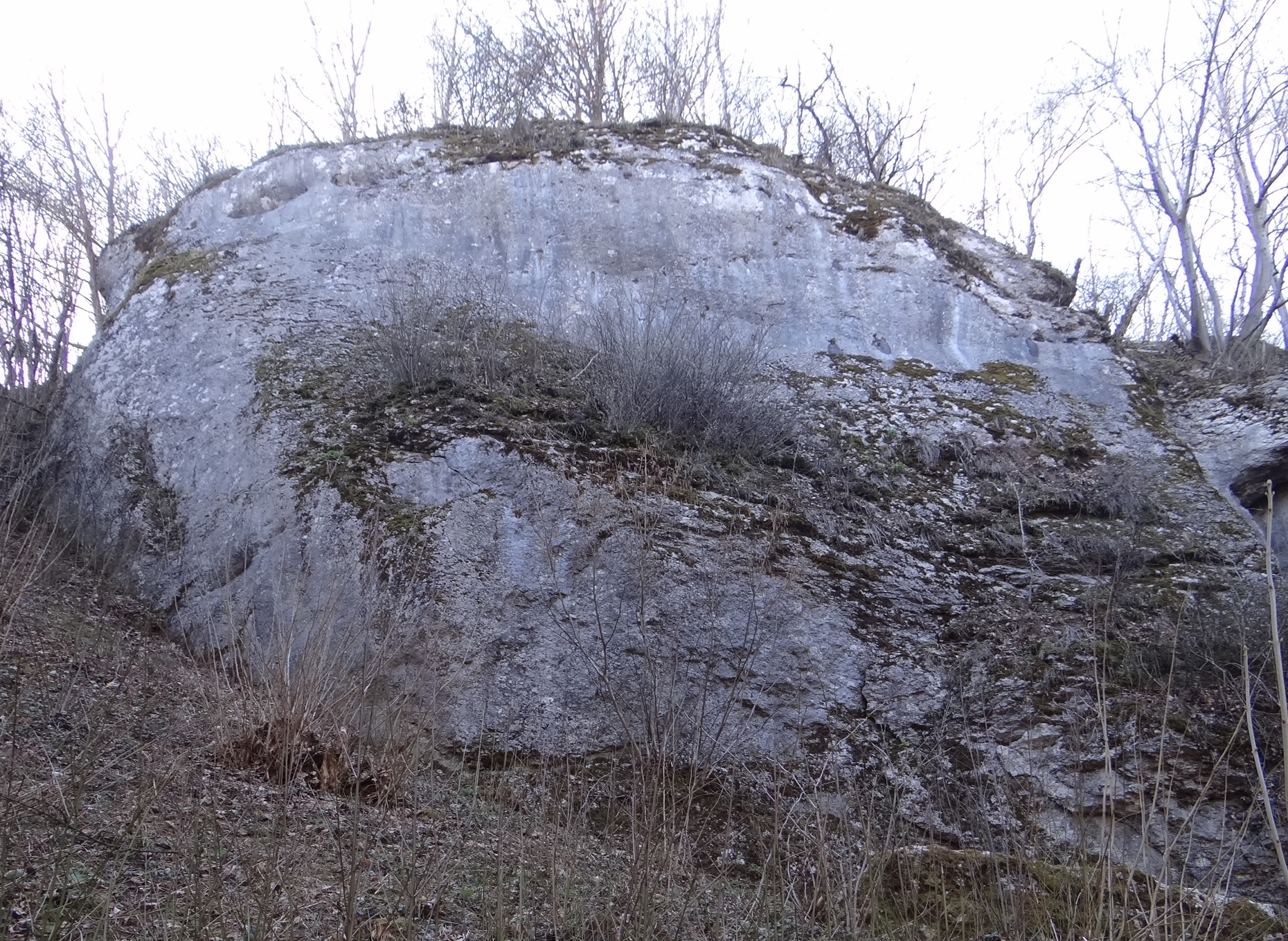
Ściana południowa

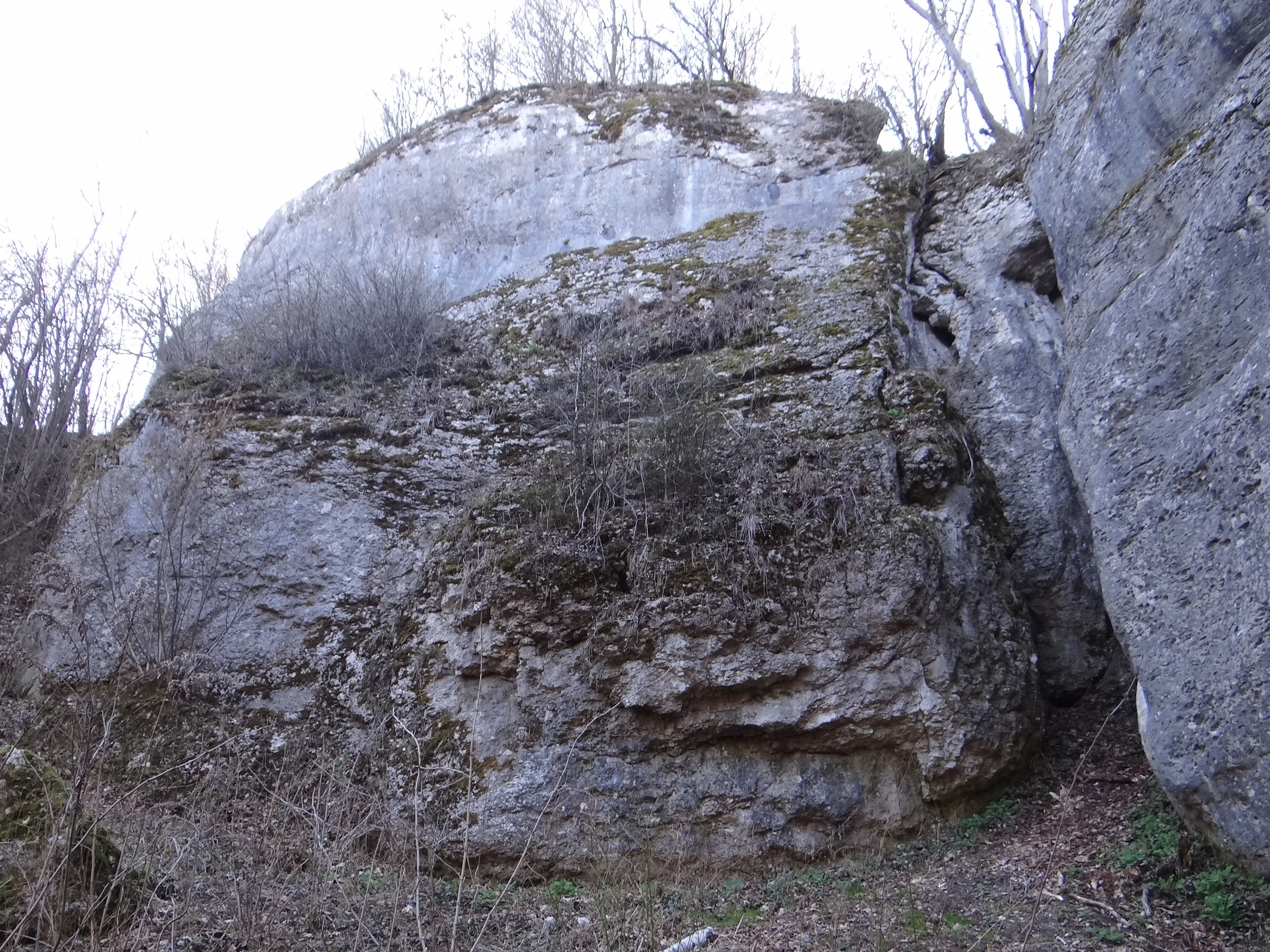
Ściana wschodnia

Położna – skała w prawych zboczach Doliny Brzoskwinki w miejscowości Chrosna w województwie małopolskim, w powiecie krakowskim, w gminie Liszki. Znajduje się na Garbie Tenczyńskim (część Wyżyny Krakowsko-Częstochowskiej) w obrębie Tenczyńskiego Parku Krajobrazowego.
W 2007 r. na prawym zboczu Doliny Brzoskwinki usunięto zadrzewienia na skałach i w ich otoczeniu, przez co skały stały się dobrze widoczne i efektowne. Tuż poniżej Położnej prowadzi szlak turystyczny i ścieżka dydaktyczna. Od północno-wschodniej strony Położna przylega do skały Obchodniej. Oddzielone są szeroką szczeliną skalną z kominem.
Zbudowana z wapienia Położna ma wysokość 18–22 m, pionowe lub połogie ściany z filarem i jest obiektem wspinaczki. Jest na niej 7 dróg wspinaczkowych o trudności V- do VI.2 w skali Kurtyki) i długości 18–22 m. Wszystkie mają zamontowane stałe punkty asekuracyjne w postaci 4–8 ringów (r) i stanowiska zjazdowe (st) lub dwa ringi zjazdowe (drz). Ściany wspinaczkowe o wystawie wschodniej i południowo-wschodniej.

## Drogi wspinaczkowe
1. Cesarskie cięcie; 6r + st, VI.2, 19 m
2. Siłami natury; 6r + st, VI.1+, 20 m
3. Poród rodzinny; 4r + drz, V-, 18 m
4. Podwyżka w służbie zdrowia; 5r + st + drz, VI, 22 m
5. Długi poród; 6r + drz, V, 18 m
6. Wyższa podwyżka; 7r + st + drz, VI, 22 m
7. Połóg; 8r + st,  	VI.1, 22 m[4].

## Szlaki turystyczne
Mników – Dolina Mnikowska – Wąwóz Półrzeczki – Dolina Brzoskwinki – Brzoskwinia – Las Zabierzowski – Zabierzów.
 ścieżka dydaktyczna „Chrośnianeczka”: Chrosna – Dolina Brzoskwinki – Chrosna